# Zorobabel (cinéma)
Pour les articles homonymes, voir Zorobabel.
Zorobabel est un atelier de cinéma d'animation basé à Bruxelles, fondé en 1994 par Delphine Renard et William Henne (alias Judith Forest), et ayant le statut d'Atelier de Production de la Fédération Wallonie-Bruxelles, ainsi que celui de Centre d'Expression et de Créativité, de la Fédération Wallonie-Bruxelles (CEC). Les activités de Zorobabel se déclinent en trois axes : l'atelier de production, les ateliers d'initiation, et l'Atelier Collectif,,,.

## L'atelier de production de Zorobabel
Zorobabel produit essentiellement des premiers ou des seconds courts métrages d'animation d'auteur,,,,,. Depuis 2013, l'atelier lance l'appel à projet START visant à produire un premier film après l'école. En 2018, Zorobabel met sur pied, en partenariat avec la SACD/SCAM, la Résidence au Carré dédiée à l'écriture en image. En 2024, William Henne met en place, en collaboration avec le réalisateur portugais Zepe, la plateforme expérimentale autour de l'animation, Beat Bit. Zorobabel a multiplié les coproductions et les partenariats : Atelier Graphoui, Camera-etc, Lardux films, Novanima, Vivement lundi !, l'AJC!, Arte France, Canal+ France, l'Office national du film du Canada...

### Filmographie de l'atelier de production
Sauf indication contraire, les informations mentionnées dans cette section peuvent être confirmées par les bases de données cinématographiques IMDb et Allociné,  présentes dans la section « Liens externes ».
- 1997 - Tout jeune garçon...[16] (When I Was Young...) de William Henne, 7 min, 16 mm
- 1997 - Quand Maman n'est pas là, c'est Papa qui commande (When Mom Is Not Here, Dad Is the Boss) d'Adel Boughezala et Alex Beyns, 8 min, 16 mm
- 1998 - Le Drapeau (The Flag) d'Olivier Navez, 7 min, 16 mm
- 1998 - Les Grenouilles[17] (Frogs) de Delphine Renard, 4 min 30 s, 35 mm

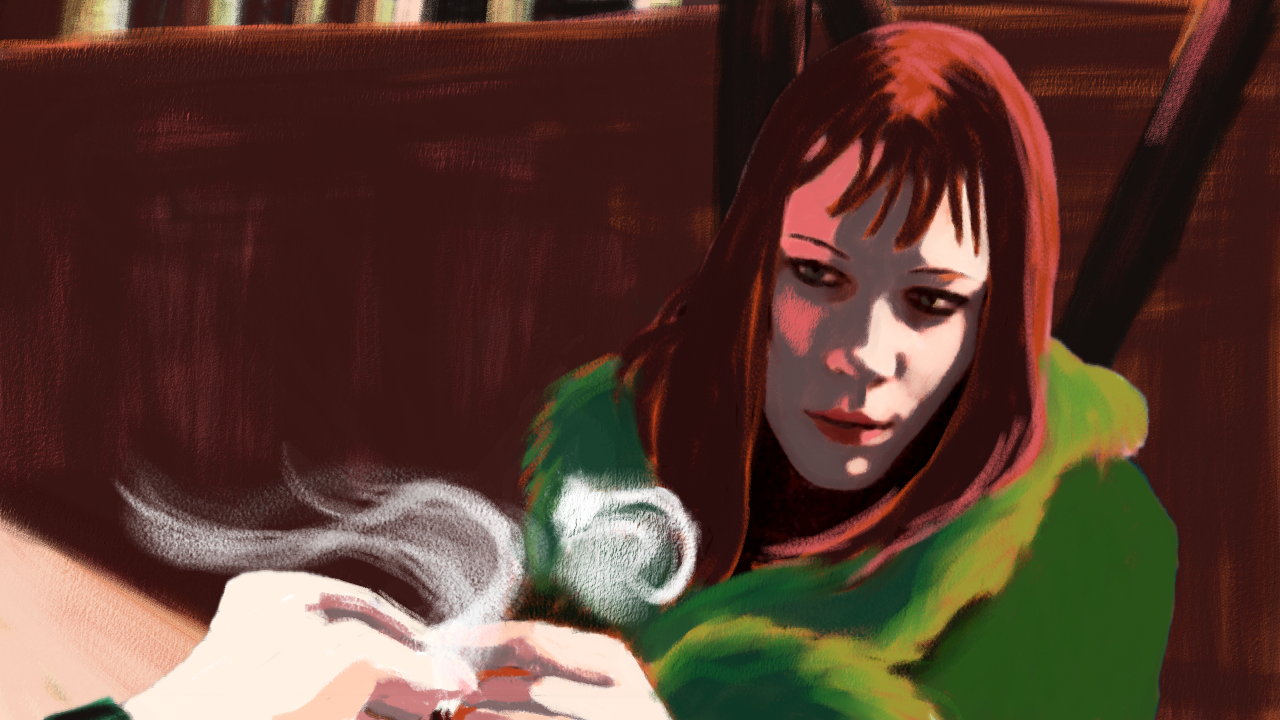
Tango Nero de Delphine Renard (production : Zorobabel, 2005).

- 1998 - Archi[18],[19] d'Adel Boughezala et Marc Gonthier, 5 min, SD
- 2001 - Archi 2[20] d'Adel Boughezala et Marc Gonthier, 5 min, SD
- 2002 - Robert 344 55 13 de Delphine Cousin, 1 min 30 s, SD
- 2005 - Tango Nero[21],[22],[23] de Delphine Renard, 11 min 30 s, 35 mm
- 2006 - Histoire à la gomme[24] (Gummy Chase) d'Éric Blésin, 14 min 40 s, 35 mm
- 2007 - Heureux ! (All right !) de Thierry Van Hasselt, 7 min, SD
- 2008 - Vis-à-vis de Caroline Nugues, 9 min 10 s, HD
- 2009 - Des Cailloux pleins les poches[25] (Rocks in the pockets) de Maria Cavallo, Louise-Marie Colon, Anne Crahay, Diane Delafontaine, Mathieu Labaye, Caroline Nugues et Marie Vella, 9 min, HD

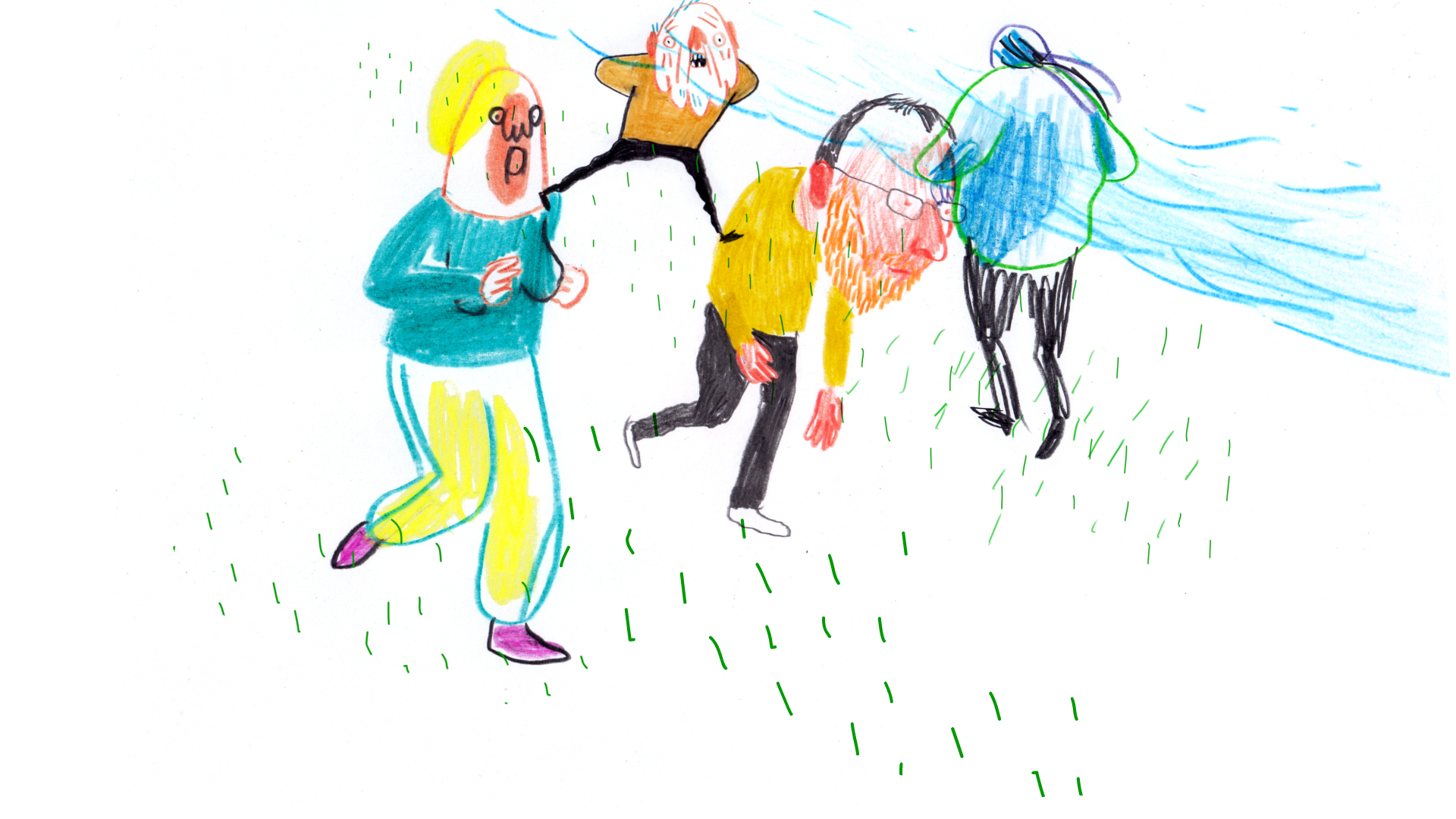
Autour du lac (Around the lake) de Noémie Marsily et Carl Roosens (production : Zorobabel, 2013).

- 2009 - Aral[26],[27] de Delphine Renard et Delphine Cousin, 15 min, 35 mm
- 2010 - Caniche[28],[29] (Poodle) de Noémie Marsily et Carl Roosens, 16 min, 35 mm
- 2010 - Our Lights de Noémie Marsily et Carl Roosens, 5 min 19 s, DCP
- 2013 - Autour du lac[30],[31] (Around the lake) de Noémie Marsily et Carl Roosens, 5 min 6 s, DCP
- 2013 - La Chair[32],[33] (The Flesh) de Louise Lemoine Torrès et William Henne, 14 min 40 s, DCP
- 2013 - Moustique (Mosquito) de Noémie Marsily et Carl Roosens, 5 min 49 s, DCP
- 2014 - Kijé[34] de Joanna Lorho, 9 min 30 s, DCP
- 2015 - De Wind[35] (The Wind) de Carl Roosens et Damien Magnette, 4 min 43 s, DCP
- 2015 - De longues Vacances[36],[37] (A long Holiday) de Caroline Nugues, 15 min 54 s, DCP
- 2016 - Je ne sens plus rien[38] (I don't feel anything anymore) de Noémie Marsily et Carl Roosens, 9 min 31 s, DCP
- 2016 - Yin[39] de Nicolas Fong, 10 min 30 s, DCP
- 2017 - Simbiosis Carnal[40],[41],[42] de Rocío Álvarez, 10 min 8 s, DCP
- 2017 - KL de William Henne et Yann Bonnin, 3 min 30 s, DCP
- 2018 - Un p'ti (A li'l) de Carl Roosens, 3 min 53 s, DCP
- 2019 - Motamo de Carl Roosens, 2 min 42 s, DCP
- 2019 - Saigon sur Marne[43],[44] (Saigon on Marne) d'Aude Ha Leplège, 14 min, DCP
- 2019 - Train Station de Carl Roosens, 3 min 55 s, DCP

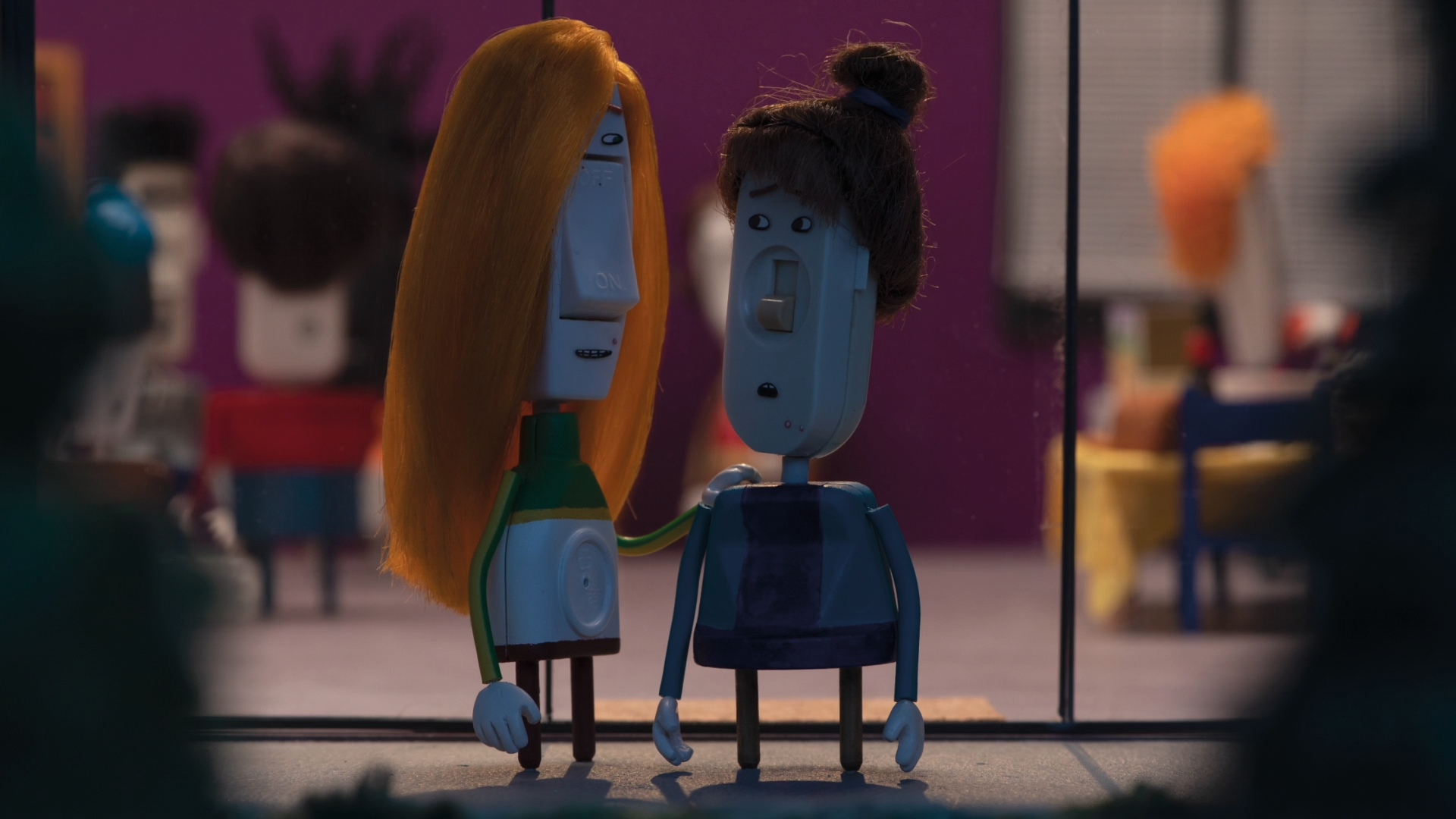
Les Liaisons foireuses (Inglorious liaisons) de Chloé Alliez et Violette Delvoye (production : Vivement Lundi ! / Zorobabel, 2022).

- 2019 - Alzheimer blues de M. Van Boven, M. Cadena, S. Causse, U. Demelenne, M. Destordeur, M. Janssens, M. Kovàcs, S. Le Grelle, M. Lô, C. Moreau et Th. Pitte , 3 min 56 s, DCP
- 2019 - Collapse de Yann Bonnin, 1 min 30 s, DCP
- 2021 - En marche[45],[46](Marching) du Collectif 1chat1chat, 1 h 20 min, DCP
- 2021 - La dernière Énergie[47],[48] (In the strongest terms) de Laura Petitjean, 1 h 4 min 6 s , DCP

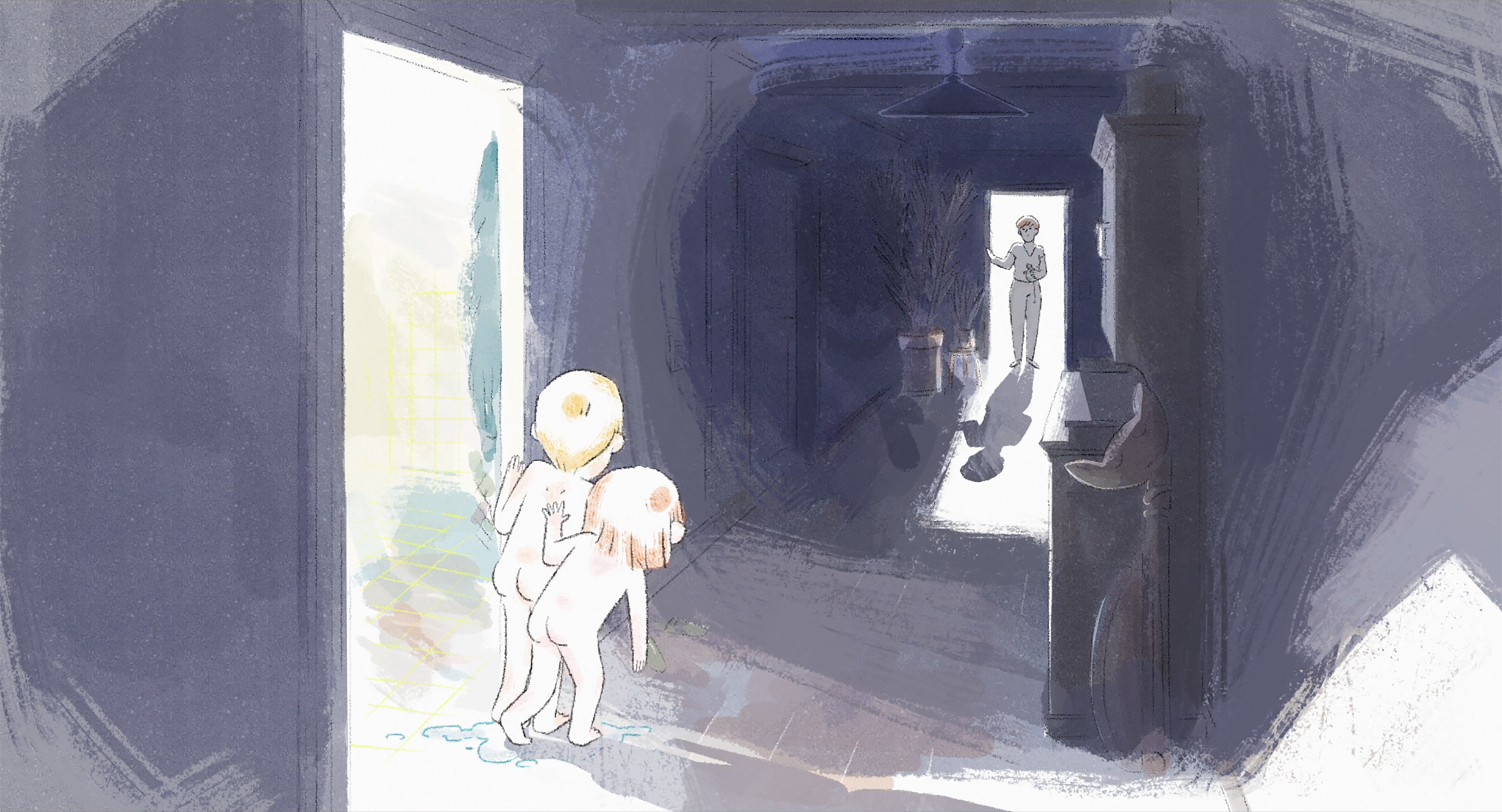
Câline de Margot Reumont (production : Zorobabel / Lardux Films / Ozù, 2022).

- 2022 - Les Liaisons foireuses[49],[50],[51] (Inglorious liaisons) de Chloé Alliez et Violette Delvoye, 14 min, DCP
- 2022 - Câline[52],[53],[54],[55],[56] de Margot Reumont, 12 min, DCP
- 2022 - Alex Barbier : portraits[57],[58] de William Henne et Laura Petitjean, 1 h 15, DCP
- 2022 - Ce qui bouge est vivant[59],[60] (Wathever moves is alive) de Noémie Marsily, 12 min, DCP
- 2022 - Le Chant du cachalot (Whale's song) d'Adeline Faye, 11 min 50 s, DCP
- 2023 - Misère sexuelle (Sexual misery) d'Ingrid Heiderscheidt, 4 min 38 s, DCP
- 2023 - Conte sauvage[61],[62],[63] (Wild tale) d'Aline Quertain, 15 min 52 s, DCP
- 2023 - Un autre (The other one) d'Adèle Pion, 5 min 48 s, DCP
- 2024 - Silent panorama[64],[65] de Nicolas Piret, 5 min 2 s, DCP
- 2024 - Murmuziek de William Henne, 55 min 12 s, DCP
- 2024 - Plat de résistance[66],[67],[68] (Mealitancy) de Marie Royer et Zinia Scorier, 12 min, DCP
- 2025 - Cimarron de Rémi Vandenitte et Cédric Bourgeois, 14 min 10 s, DCP
- 2025 - Cracher dans la soupe (Biting the hand that feeds you) de Chantal Peten, 5 min 49 s, DCP
- 2025 - BRUT[69],[70], série créative en partenariat avec le Créahm, durées variables, DCP

## Les ateliers d'initiation organisés par Zorobabel
Zorobabel organise des stages dans des cadres les plus variés possible (parascolaire, plaines de jeux, académies, centres culturels, écoles, prisons, ateliers pour personne en situation de handicap ou associations...), et ce afin de susciter une ouverture culturelle et sociale chez les participants. Cet apprentissage révèle les aspects factices du discours cinématographique : connaître les coulisses et les ficelles d'une fiction ou d'un reportage permet de poser un regard moins dupe. Il ne s'agit pas de démystifier complètement l'aspect magique de la fiction mais de proposer au jeune spectateur de garder la bonne distance, celle où l'on se laisse prendre en connaissance de cause.

## L'Atelier Collectif
Créé en 1997, l’Atelier Collectif, (nom qui désignait l’ensemble des personnes qui s’inscrivaient dans ces projets) concevait des courts métrages d’animation de façon collective depuis le scénario jusqu’au montage final. Il se situait à la croisée de l'atelier de production et des ateliers d'initiation, puisqu'il s'agit à la fois d'un atelier de formation permanente et d'un collectif d'auteurs qui réalisent ces films avec des moyens professionnels. La coordination était assurée par William Henne. La plupart des films de l'Atelier Collectif ont été réalisés en animation en volume. Barbe Bleue, le premier film réalisé par l'Atelier Collectif, est le seul à avoir été tourné directement sur pellicule, les suivants ont été finalisés en HD, kinéscopés en 35 mm ou exportés sur DCP. Après une vingtaine d'années et une quarantaine de prix en festival, l'expérience s'est clôturée en 2018.

### Filmographie de l'Atelier Collectif
Sauf indication contraire, les informations mentionnées dans cette section peuvent être confirmées par les bases de données cinématographiques IMDb et Allociné,  présentes dans la section « Liens externes ».
- 2000 - Barbe Bleue[75],[76] (Blue Beard), 15 min 10 s, 35 mm

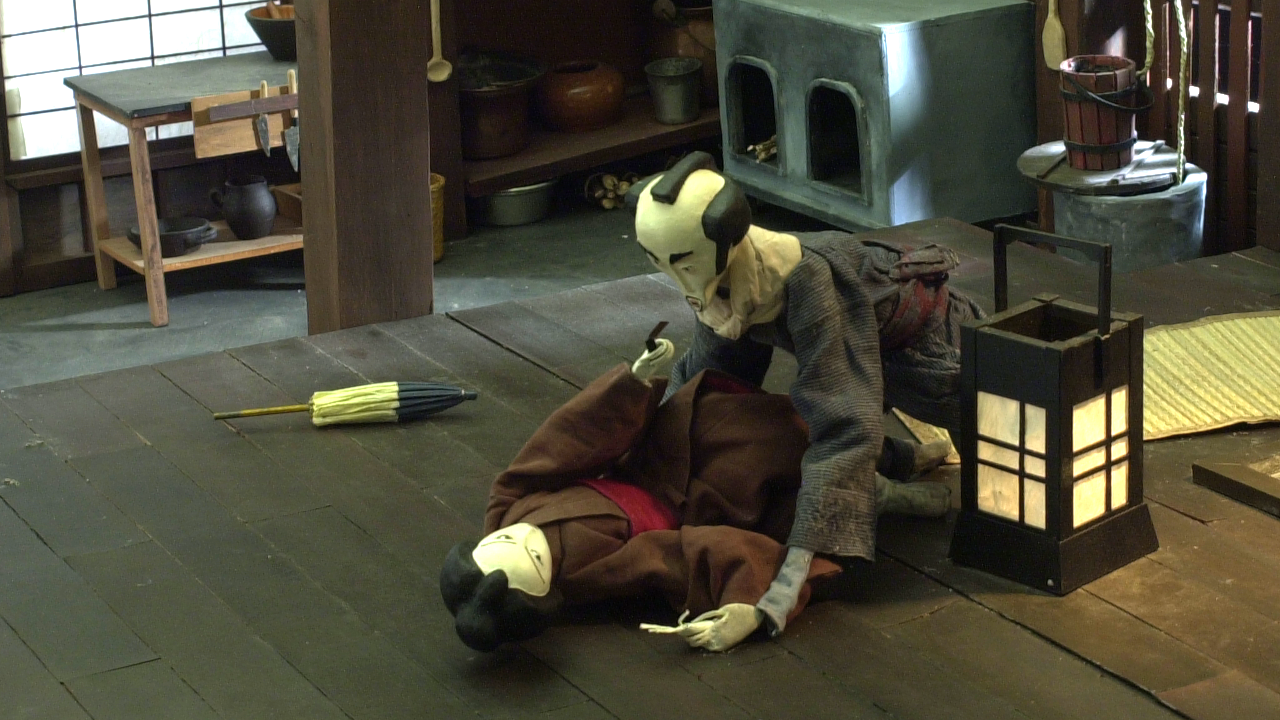
Otomi de l'Atelier Collectif (production : Zorobabel, 2005).

- 2002 - Le petit théâtre mécanique[77],[78],[79] (The little mechanical theatre), 7 min 30 s, 35 mm
- 2003 - Le complot de famille[80],[81],[82] (Family plot), 6 min, 35 mm
- 2003 - Jan Hermann[83],[84], 9 min 00 s, 35 mm
- 2005 - Transit, 23 min 30 s, HD

- 2005 - Otomi[21],[85],[86], 14 min 20 s, 35 mm

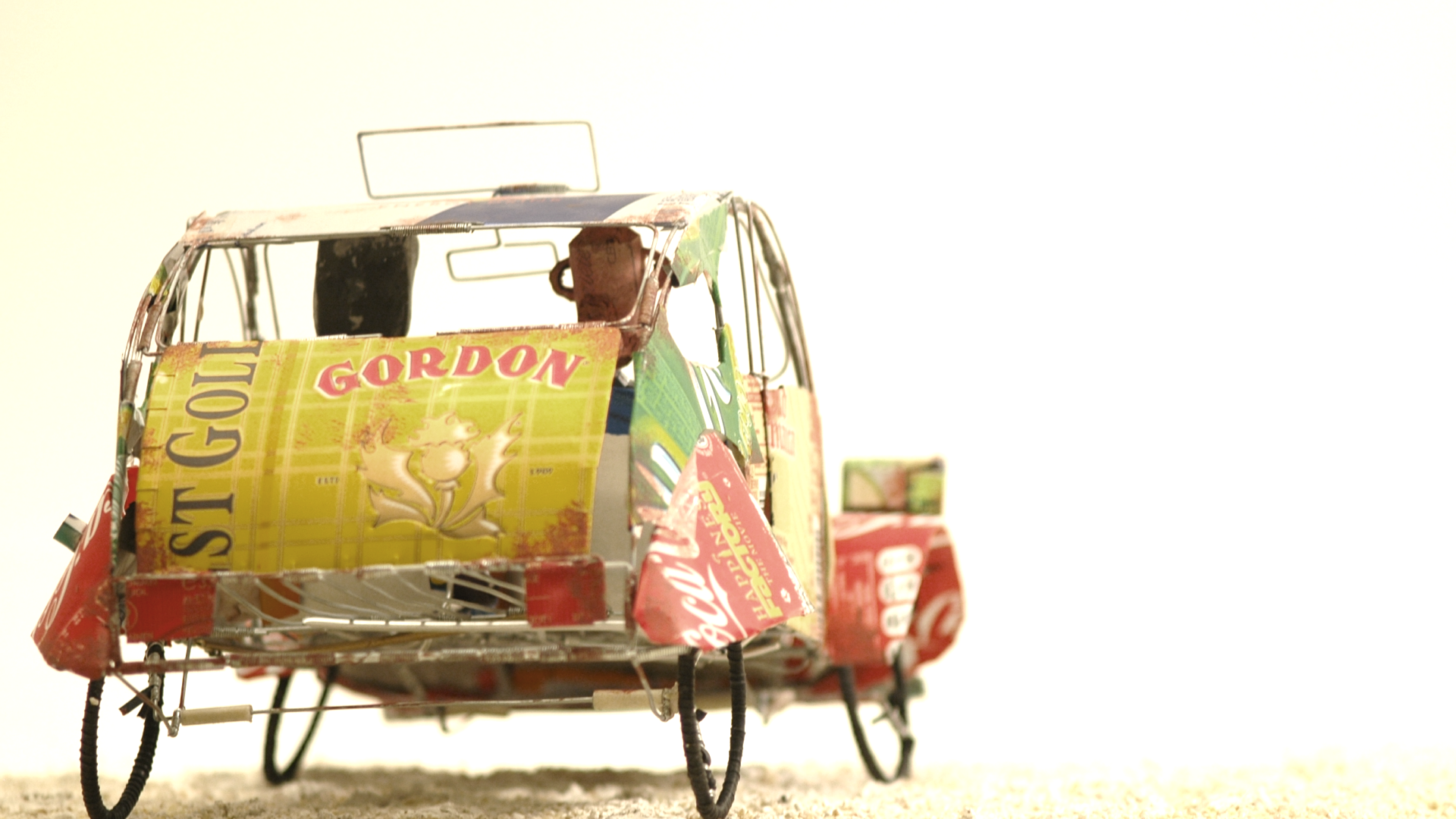
Kin de l'Atelier Collectif (production : Zorobabel, 2011).

- 2006 - Le diagramme du migrant[87] (Refugee's diagram), 2 min, HD

- 2008 - Déjà vu[88], 19 min 53 s, 35 mm

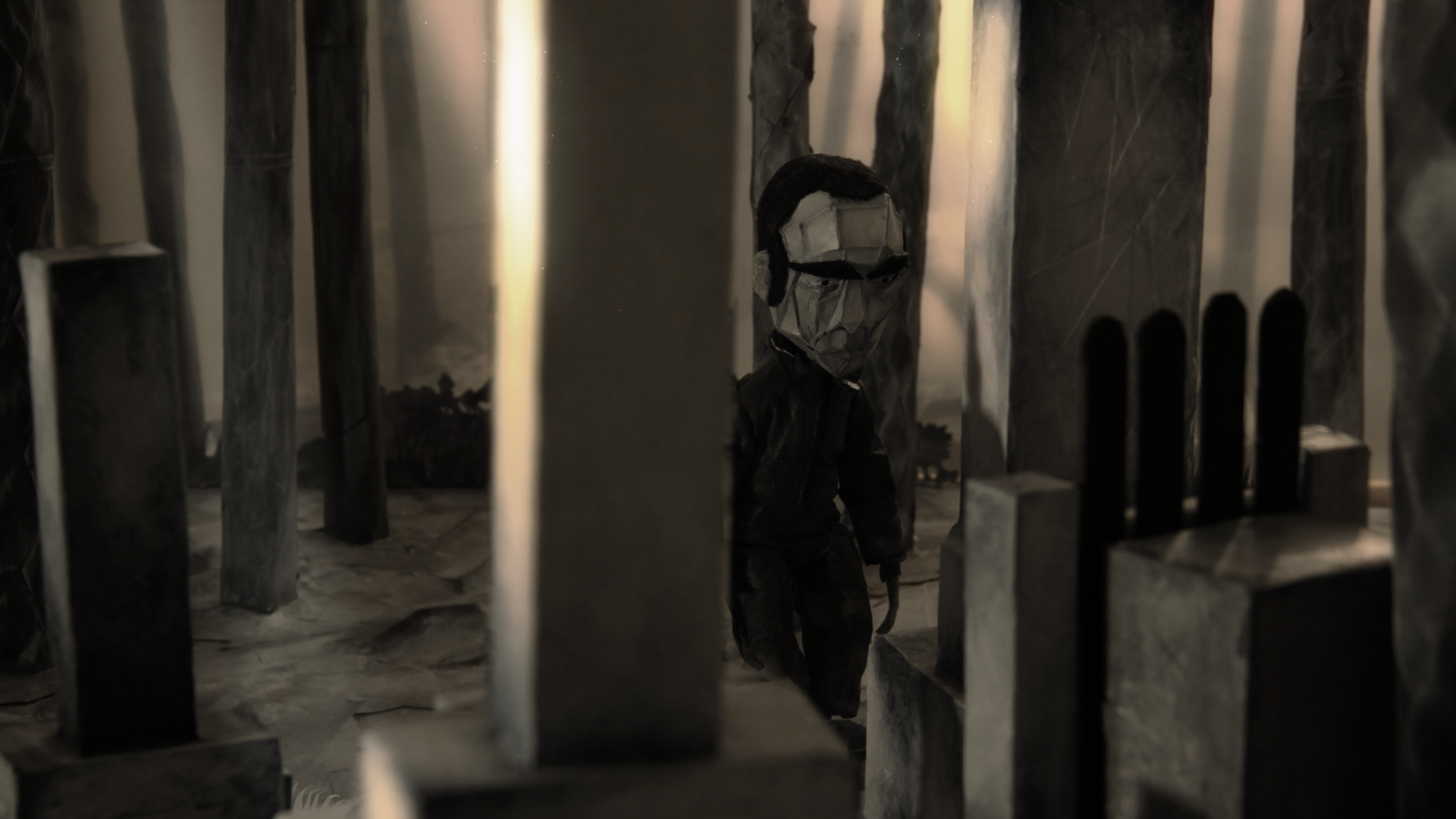
No-go zone de l'Atelier Collectif (production : Zorobabel, 2016).

- 2009 - Kill the surfers (clip pour la chanson Kill the surfers du groupe belge Ghinzu), 3 min 23 s, HD
- 2010 - L'affaire Ghinzu (The Ghinzu case), 16 min 20 s, HD
- 2011 - Kimiko, 3 min 23 s, HD
- 2011 - Kin[89],[90], 11 min, 35 mm
- 2011 - Pigmaleón, 4 min 45 s, HD
- 2013 - Quand j'étais petit, je croyais que[91] (When I was a kid, I thought that), 52 X 45 s, HD
- 2015 - The opening, 6 min 6 s, DCP
- 2016 - No-go zone[92], 10 min, DCP
- 2016 - Inhibitum[93], 8 min, DCP
- 2016 - Scraps[94],[95], 6 min 00 s, DCP
- 2017 - Biophonie, 2 min 38 s, DCP
- 2017 - C'est comme des gens normaux (They're like normal people) 3 min 40 s, DCP
- 2018 - Le poisson fidèle[96] (The faithfull fish, d'après Peter F. Neumeyer), 7 min 40 s, DCP
- 2019 - La vigie[97] (The watcher), 9 min 17 s, DCP